# Karl von Hasenauer
El barón Karl von Hasenauer (en alemán: Karl Freiherr von Hasenauer; 20 de julio de 1833 - 4 de enero de 1894) fue un importante arquitecto austriaco y un representante clave de la escuela historicista.
Creó varios monumentos neobarrocos, muchos de ellos en torno al Ringstraße en Viena. También fue un estudiante de August Sicard von Sicardsburg y Eduard van der Nüll. Por su destacada obra, fue ennoblecido por el emperador Francisco José I en 1873, que lo hizo Freiherr, el equivalente a barón.
Hasenauer fue el arquitecto jefe de la Exposición Universal de Viena en 1873. Junto con Gottfried Semper diseñó el complejo con el Kunsthistorisches Museum (Museo de Historia del Arte) y el Naturhistorisches Museum (Museo de Historia Natural) (1871-1891), el Burgtheater (1874-1888), la Hermesvilla y el Neue Hofburg (1881-1894, completado en 1913).
Después de un conflicto con Semper, su anterior socio de negocios, llevó a cabo la construcción del Hofburg en solitario. El conflicto sobre la atribución de sus proyectos conjuntos continúa hasta nuestros días entre los defensores de Semper y Hasenauer. Sin embargo, aunque el maestro Semper, más anciano, se le atribuye la Semperoper en Dresde, Hasenauer recibe más crédito por la arquitectura en el Ringstraße.

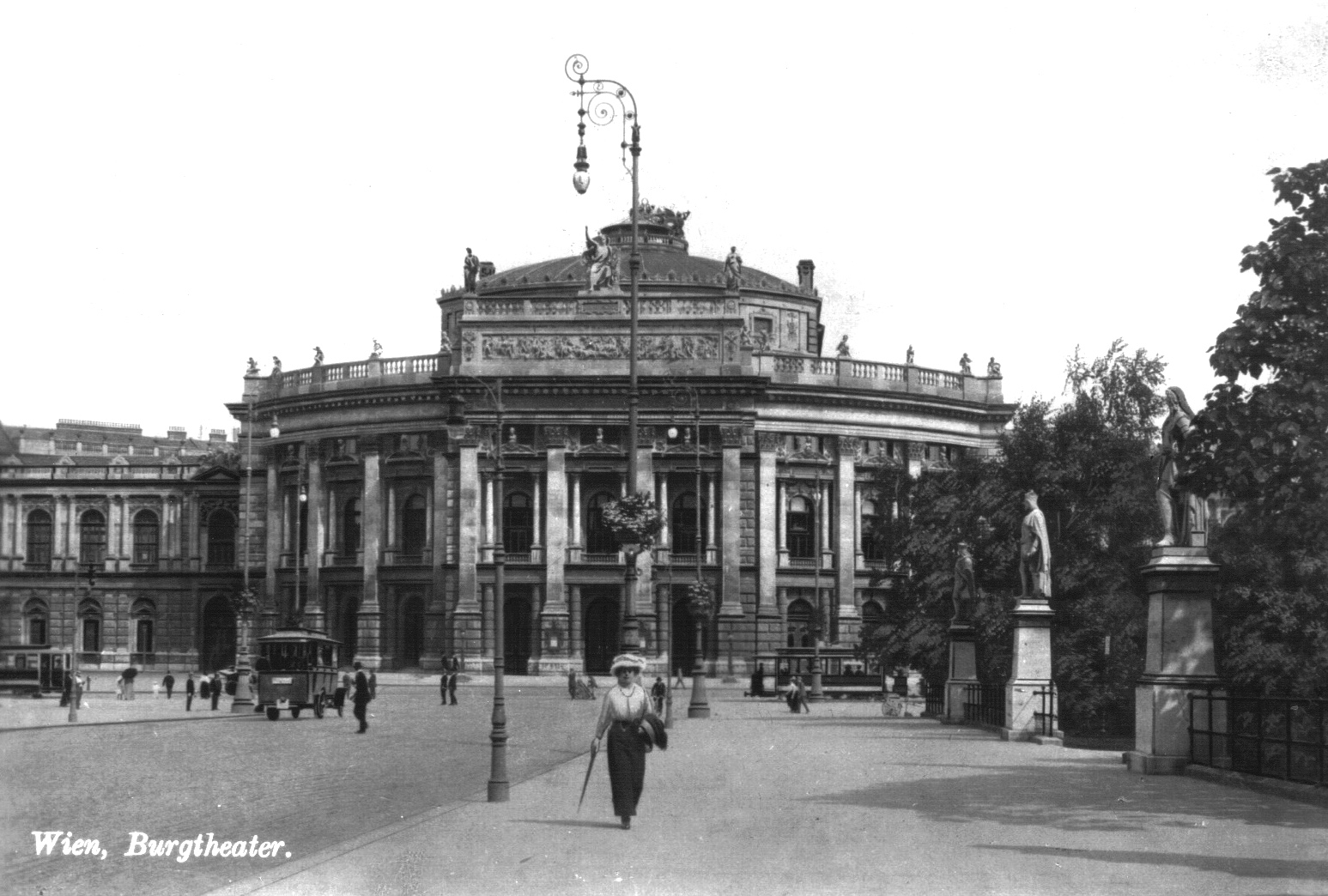
El Burgtheater en Viena, poco después de su finalización
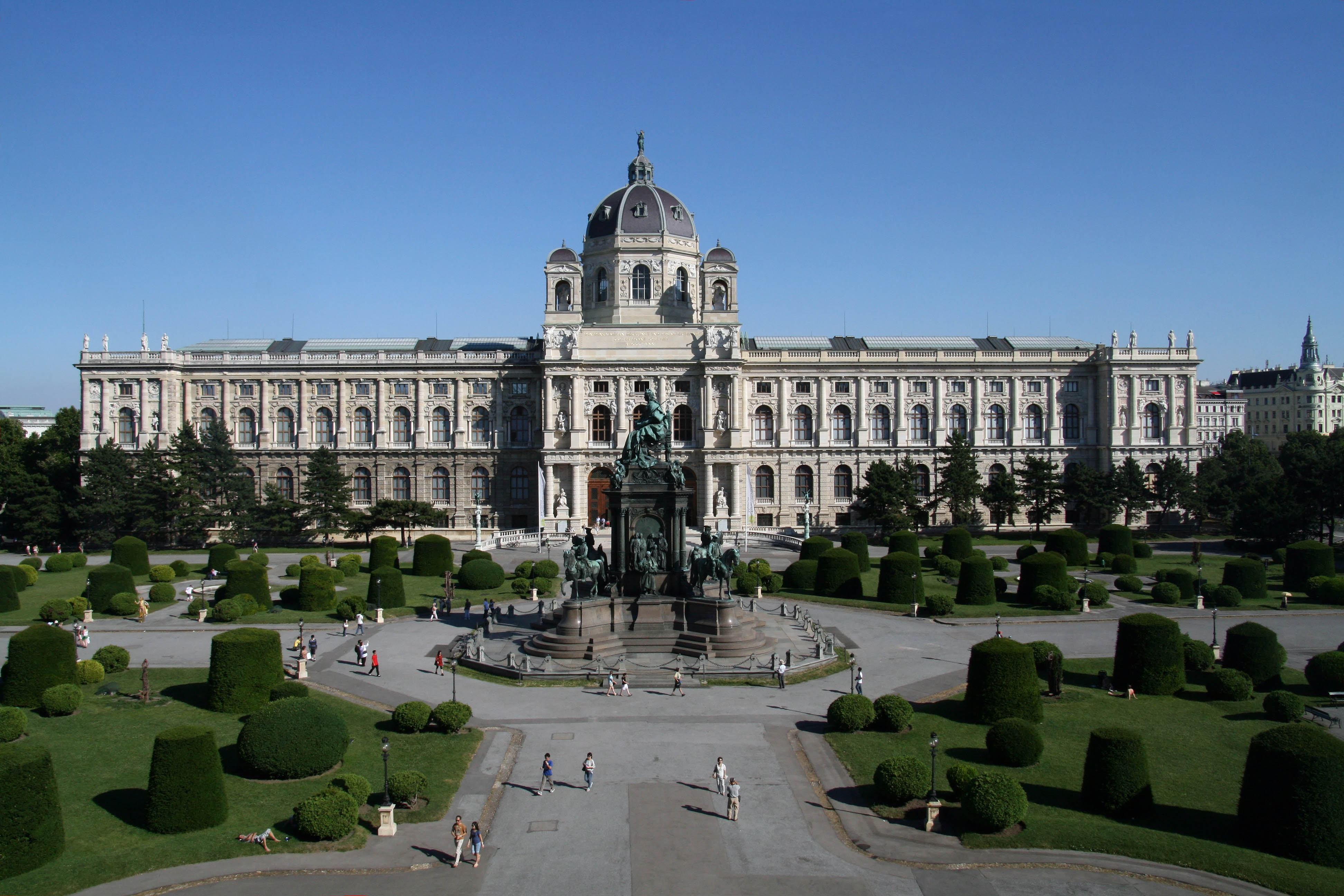
Kunsthistorisches Museum (1872-1891)
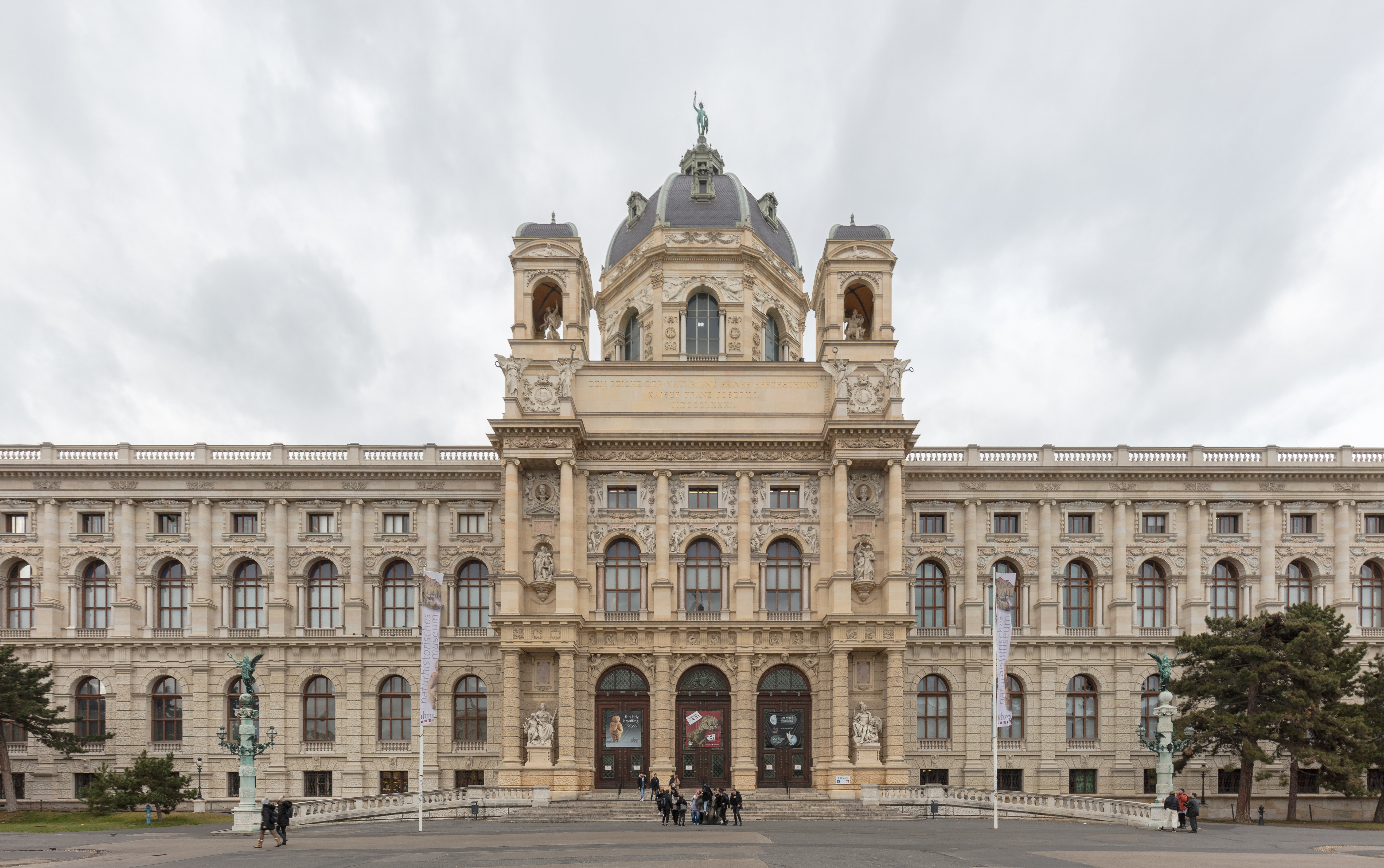
El gemelo Naturhistorisches Museum (1872-1891)
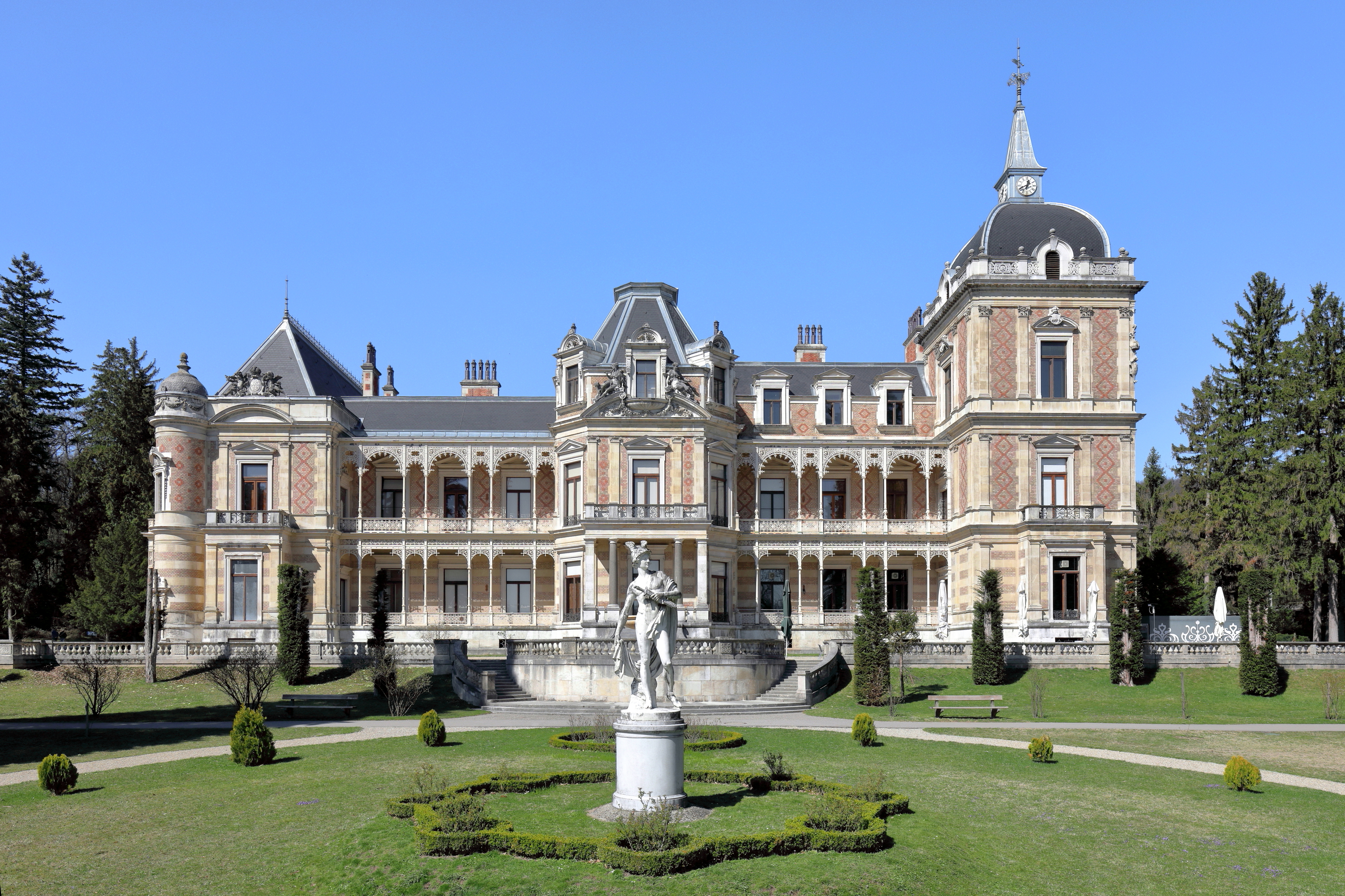
Hermesvilla, palacio regalo del Francisco José I de Austria a su esposa Isabel de Baviera (1882-1886)